# Никольское (Рославльский район)
Никольское — деревня в Рославльском районе Смоленской области России. Входит в состав Лесниковского сельского поселения. Население — 99 жителей (2007 год). 
Расположена в южной части области в 5 км к западу от Рославля, в 6 км западнее автодороги А141 Орёл — Витебск. В 6 км восточнее деревни расположена железнодорожная станция Козловка на линии Смоленск — Рославль. 

## История
В годы Великой Отечественной войны деревня была оккупирована гитлеровскими войсками в августе 1941 года, освобождена в сентябре 1943 года.